# 마키노 나오키
마키노 나오키(일본어: 牧野 直樹, 1976년 11월 11일 ~ )는 일본의 전 축구 선수이다.

## 구단 경력
과거 베르디 가와사키, 방포레 고후에서 활동하였다.